# Greatest Remix Hits 2
Greatest Remix Hits 2 er et remixalbum af den australske sangerinde Kylie Minogue. Oprindeligt udgivet udelukkende i Japan i 1993, blev albummet genudgivet af Mushroom Records i 1997 i Australien. Albummet indeholdt sjældne og hidtil utilgængelige remixer af sange fra Minogues studiealbums fra 1987 til 1992.

## Sporliste
CD One
1. "Got to Be Certain" (Extended) – 6:36
2. "Kylie's Smiley Mix" (Extended) – 6:17
3. "Getting Closer" (7" Version) – 3:33
4. "Je Ne Sais Pas Pourquoi" (The Revolutionary Mix) – 7:16
5. "Made in Heaven" (Made in England Mix) – 6:20
6. "Especially for You" (Extended) – 5:01
7. "Hand on Your Heart" (The Great Aorta Mix) – 6:26
8. "Wouldn't Change a Thing" (Your Thang Mix) – 7:10
9. "Tears on My Pillow" (More Tears Mix) – 4:05
10. "Better the Devil You Know" (Mad March Hare Mix) – 7:09
11. "I'm Over Dreaming (Over You)" (Extended Remix) – 4:54

CD Two
1. "The Loco-Motion" – 3:17
2. "What Do I Have to Do?" (The Pump and Polly Mix) – 7:48
3. "Shocked" (Harding/Curnow Mix) – 7:31
4. "Say the Word, I'll Be There" – 4:00
5. "Keep on Pumpin' It Up" (Angelic Remix) – 7:24
6. "Give Me Just a Little More Time" (12" Version) – 4:35
7. "Do You Dare?" (NRG Mix) – 7:04
8. "Finer Feelings" (Brothers in Rhythm 12" Mix) – 6:47
9. "Closer" (The Pleasure Mix) – 6:49
10. "What Kind of Fool (Heard All That Before)" (No Tech No Logical Mix) – 9:55
11. "Got to Be Certain" (Out for a Duck, Bill, Platter Plus Dub Mix) – 3:17